# Gericht Buchenau
Das Gericht Buchenau war ein Verwaltungs- und Gerichtsbezirk des Adelsgeschlechtes Buchenau unter der Oberhoheit des Hochstiftes Fulda.

## Geschichte
Das Adelsgeschlecht war in Buchenau ansässig. 1397 wurde Buchenau urkundlich als fuldisches Lehen bezeichnet. Die Lehensherrschaft war aber umstritten. Im 15. Jahrhundert räumte Buchenau der Landgrafschaft Hessen das Öffnungsrecht auf Schloss Buchenau ein. In einem Rezess von 1585 wurde die Rechtslage geklärt: Die Herren von Buchenau erhielten die uneingeschränkte Vogtei über das Gericht, Fulda wurde als Lehnsherr anerkannt und verfügte über die Zentgerichtsbarkeit.
In den folgenden Jahrhunderten kam es zu einer Vielzahl von Verkäufen von Anteilen des Gerichts. 1670 erwarb Fulda ein Viertel des Gerichtes von den Erben des Balthasar von Buchenau. 1679, 1691, 1692, 1702 und 1703 wurden weitere Anteile aufgekauft. Umgekehrt verkaufte das Hochstift Fulda 1692 das 1670 erworbene Viertel an Schenck zu Schweinsberg und 1710 die 1703 von Franz von Buchenau erworbenen Anteile an Wolf Daniel von Boyneburg. Am Ende des HRR verfügte Fulda so noch über 1/8 des Gerichtes.
Mit dem Reichsdeputationshauptschluss fiel das Gericht 1803 an das Fürstentum Nassau-Oranien-Fulda und ging dort in der Cent Eiterfeld auf.

## Zugehörige Orte
Zum Gericht zählen Bodes, Branders, Buchenau, Erdmannsrode, Fischbach, Giesenhain, Schwarzenborn und Soislieden (wobei Soislieden in den Huldigungsprotokollen des 18. Jahrhunderts fehlt).